# 約赫維

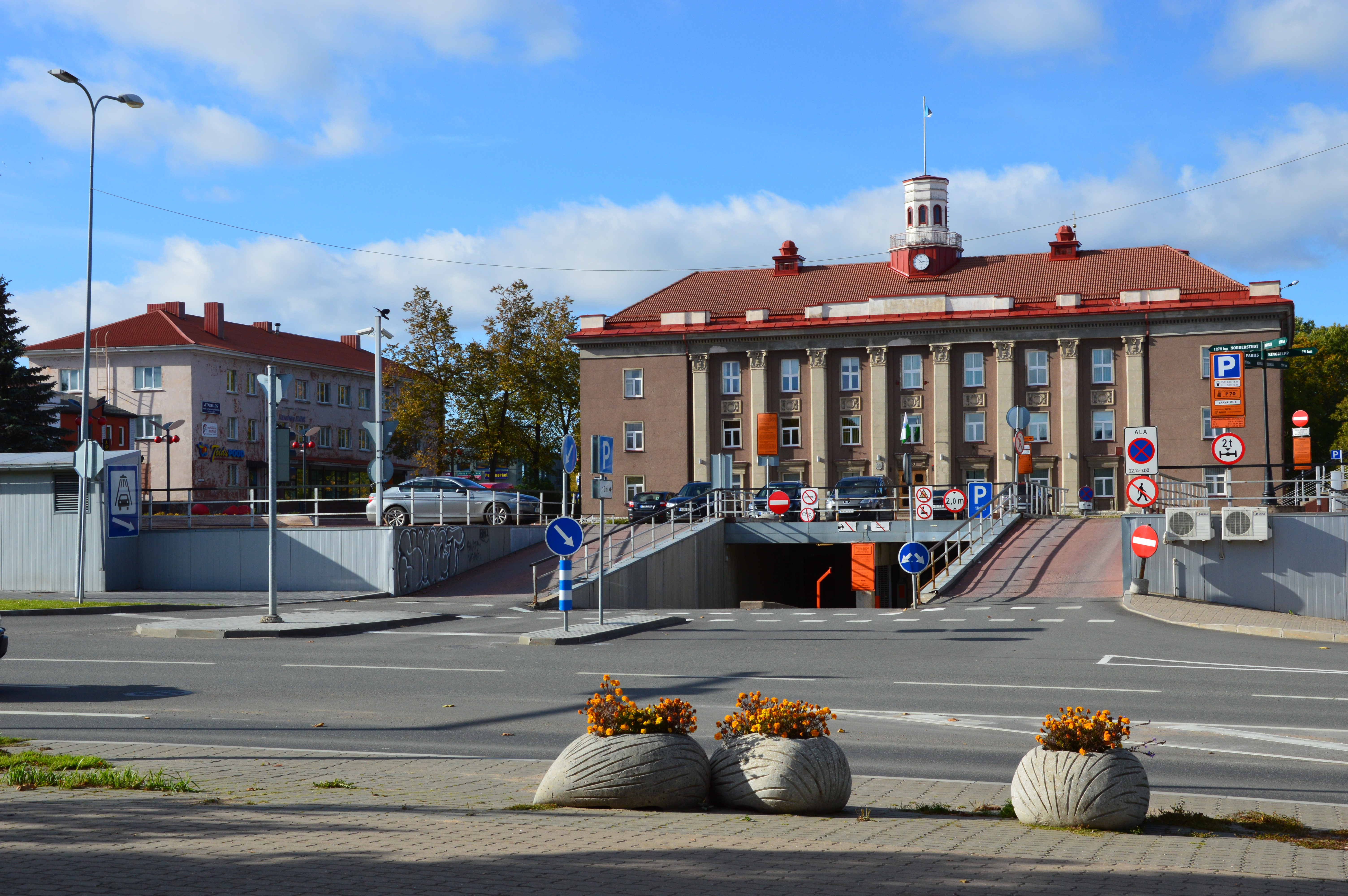
约赫维市政楼

約赫維是愛沙尼亞東維魯縣約赫維市镇内的非独立市及其行政中心，也是東維魯縣的首府，位於該國東北部，毗鄰與俄羅斯接壤的邊境，面積7.62平方公里，2009年人口16,850，市里約58%居民是俄羅斯人。

## 外部連結
- 約赫維市镇官方网站 （页面存档备份，存于） （文） （俄文） （英文）